# Asian News International
Asian News International, ANI — одне з провідних інформаційних агентств в Індії із штаб-квартирою в Нью-Делі, Делі, що також має 50 бюро по всій країні та кілька за її межами. Агентство постачає новини з найрізноманітніших тем життя Південної Азії, включаючи політику, культуру, розваги, бізнес, науку і спорт.